# Manneken Pis
Il Manneken Pis è una statua in bronzo del 1619 alta una cinquantina di centimetri che si trova nel centro storico di Bruxelles e che raffigura un puer mingens. 
Si tratta di una fontana che rappresenta un bambino che sta urinando, infatti il nome in dialetto fiammingo significano ragazzo che piscia.
L'origine della statua non è accertata e numerose sono le leggende che circolano in merito. Fra di esse, una descrive un bambino che avrebbe estinto, a suo modo, la miccia di una bomba con la quale i nemici volevano dare fuoco alla città; un'altra, invece, narra di un bambino che si era perso e che sarebbe stato ritrovato dal padre, un ricco borghese di Bruxelles, nella posizione che si immagina; un'altra ancora racconta che nel XII secolo un bambino, figlio di un duca, fu sorpreso ad urinare contro un albero durante le fasi cruciali di una battaglia. Questa immagine simboleggiò così il coraggio militare dei belgi.
È tradizione offrire al Manneken Pis degli abiti in occasioni speciali e il guardaroba attuale comprende più di ottocento costumi, conservati nel museo della città ubicato nella Maison du Roi. Il primo abito gli fu donato nel 1698 da Massimiliano-Emanuele di Baviera, governatore dei Paesi Bassi spagnoli. Nel 1747 il re di Francia Luigi XV fece dono di un abito per calmare gli abitanti di Bruxelles, furiosi perché i soldati francesi avevano rubato la statua.
Il Manneken Pis viene vestito con uno dei suoi costumi in date prefissate: per esempio, ogni 21 aprile indossa il costume di Spirou, mentre ogni 27 aprile i panni di Nelson Mandela. Ai primi di luglio indossa la maglia gialla del Tour de France.
Il Manneken Pis è, con la Grand Place di Bruxelles e l'Atomium, uno dei simboli di Bruxelles.